# Республіканський стадіон (Кишинів)
Республіка́нський стадіо́н — футбольний стадіон у Кишиневі (тепер Молдова), побудований у 1952 році.

## Відомості
Республіканський стадіон Кишинева був побудований у 1952 році. Спочатку зведений у варіанті з двома центральними трибунами (відсутні бокові трибуни). У 1956 році футбольний клуб «Буревісник» (з 1958 року — «Молдова») вийшов до елітного дивізіону країни, як наслідок Рада міністрів МРСР видала вказівку протягом двох місяців добудувати стадіон: додати бокові трибуни, реконструювати вже побудовані, усунути неполадки, однак будівельники замість встановленого терміну — 1 квітня 1956 року — вклалися до 25 березня. Роботи з благоустрою території, будівництво щогл освітлення та встановлення електронного табло були завершені двома місяцями пізніше.
У 1974 році була проведена реконструкція Республіканського стадіону, після якої спорткомплекс республіки займав площу 10 000 м² і включав у себе: футбольне поле, бігові доріжки, павільйон зі спортзалами для занять з боротьби та важкої атлетики, надувний спортзал (40х20 м), легкоатлетичний манеж (80х8 м). Трибуни були розраховані на 21 580 місць, а на стадіоні встановлені електронні табло (розміром 10х20 м) та кілька щогл освітлення.
З 1991 року, у незалежній Республіці Молдова, Республіканський стадіон став єдиним місцем, на якому дозволено проводити домашні матчі збірної країни. У цей період замість старих дерев'яних лавок було встановлено пластикові сидіння. Під час виконання робіт з'ясувалося, що північна і південна (бічні) трибуни стадіону прийшли в непридатність, внаслідок чого ці трибуни були закриті. Місткість стадіону впала до 8084 глядачів.